# Idaea intermedia
Idaea intermedia är en fjärilsart som beskrevs av Otto Staudinger 1879. Idaea intermedia ingår i släktet Idaea och familjen mätare. Inga underarter finns listade i Catalogue of Life.